# Diana Turconi-Bubenek
Diana Turconi, este o jurnalistă, scriitoare și textieră română. Este și diplomat, cu gradul de ministru plenipotențiar. 
Ani îndelungați a fost prim-colaborator la Ambasada României pe lângă Sfântul Scaun și Ordinul de Malta și însărcinat cu afaceri a.i. Pentru activitatea depusă, Sfântul Scaun și Ordinul de Malta i-au acordat distincții importante: Comandor al Ordinului "Sfântul Grigorie cel Mare" și Crucea cu Coroană a Ordinului Pro Merito Melitensi, asimilabilă tot gradului de comandor. Este diplomat de carieră, cu gradul de ministru plenipotențiar.
Din mai 2017 este director a.i. la Accademia României din Roma.
Diana Turconi este soția medicului și politicianului Șerban-Ion Bubenek și are un copil, Diana Ioana.
În anii optzeci, a scris textele unor piese de muzică ușoară și rock. A lucrat alături de compozitorul Mircea Romcescu, contribuind la piesele „Dumbrava minunată” și „Eu cred în primăveri” (interpretate de Angela Similea), „Vis de pace” (din repertoriul Mirabelei Dauer), „Nu știu cine ți-a spus” și „Vara” (cântate de Corina Chiriac) ș.a. Una dintre cele mai cunoscute piese pe versurile sale este compoziția lui Mișu Cernea (bateristul formației Sfinx), „An după an”. Piesa a fost înregistrată în 1984 pe discul Albumul albastru, cu Sorin Chifiriuc și Cernea la voce.
Diana Turconi a fost apropiată de frații Bogza (Geo Bogza, Radu Tudoran și Elena Bogza). A reunit o serie de interviuri acordate ei de Geo Bogza, într-o carte intitulată Eu sunt ținta - Geo Bogza în dialog cu Diana Turconi.
Este deținătoarea drepturilor de autor pentru operele lui Radu Tudoran, alături de Dana Coroiu.
A fost redactor la revista săptămânală „22” și a colaborat la revista "Dilema Veche". 
Diana Turconi este membru a Uniunii Scriitorilor din România. A publicat cinci volume de autor: "Una și aceeași iubire", "Legați-vă centurile de siguranță", "Eu sunt ținta - Geo Bogza în dialog cu Diana Turconi", "Mica prăvălie cu orori - 11 romane", "A doua zi după moartea cailor" - teatru (lansată în noiembrie 2016).
AMBASCIATORE DI POLONIA PRESSO LA SANTA SEDE 
I had the opportunity to meet Mrs. Diana Turconi Bubenek, Minister Plenipotentiary of the Embassy of Romania to the Holly See, in 2006.
I consider that Mrs. Diana Turconi Bubenek due to her scrupulous and dedicated work, has become a strong appreciated and respected colleague in the diplomatic circles. I have also with the Minister Plenipotentiary Diana Turconi Bubenek a cordial relationship which is based on fruitful collaboration.
I strongly confirm that Mrs. Diana Turconi Bubenek has solid knowledge in various mandatory fields as: general diplomacy, international politicy and specific policy of the Holy See. In daily practice she proved a correct predicting vision and perspective, being appreciated by the Vatican authorities, ambassadors and other colleagues with whom she tied close and necessary diplomatic friendship.
She serves with the highest level of devotion her country and I also consider that Mrs. Diana Turconi Bubenek is a honest friend of my country 
Hanna Suchocka 
Hanna Suchocka, first woman prime minister of Poland (1992–93). Member of the Venice Commission.
She was asked to serve as prime minister because she was believed to be the only Polish politician who was trusted by both the fundamentalist Roman Catholic parties and the moderates in the Sejm. 
She later served as minister of justice (1997–2001) in the cabinet of Prime Minister Jerzy Buzek. She was named Polish ambassador for the Holy See beginning in 2001.